# Nissaströms naturreservat
Nissaströms naturreservat ligger i Enslövs socken i Halmstads kommun i Halland, nära orten Nissaström.
Längs med sluttningarna ner mot Nissan finns värdefulla och orörda skogar som hyser många sällsynta arter. Inom området har ett 40-tal hotade arter hittats.  Det är främst lavar, mossor och svampar som tillhör de mest exklusiva arterna. Många finns med på nationella rödlistan. Här finns mindre hackspett, kungsfiskare, forsärla och strömstare. Reservatet erbjuder storslagna naturscenerier där Nissan flyter fram i det kanjonlika landskapet.  Området är skyddat sedan 2004.